# Klinikum Bremen-Nord
Das Klinikum Bremen-Nord an der Grenze von Bremen-Vegesack und Bremen-Blumenthal ist ein Krankenhaus der Stadt Bremen. Es gehört wie drei weitere Kliniken (Bremen-Mitte, Bremen-Ost und Links der Weser) dem Bremer Klinikverbund Gesundheit Nord gGmbH an.

## Aufgabe und Lage
Das Klinikum gehört mit den drei weiteren Kliniken Bremen-Mitte, Bremen-Ost und Links der Weser – zum  Bremer Klinikverbund Gesundheit Nord gGmbH .
Die Klinik ist Akademisches Lehrkrankenhaus der Universität Hamburg.
Das Krankenhaus hat 537 Betten und 969 Beschäftigte. Es ist ein anerkanntes Gefäß-Zentrum in Deutschland. Jüngste Erweiterung ist die Stahlkonstruktion einer Landeplattform für Rettungshubschrauber unmittelbar auf einem Klinikgebäude.
Das Klinikum liegt im Stadtteil Vegesack an der Grenze zu Blumenthal. Es erstreckt sich über eine Fläche von 7 Hektar. Es ist erreichbar mit der Linie RS1 der Regio-S-Bahn (Station Klinikum Bremen-Nord/Beckedorf) und den Buslinien 90 und 95 der Bremer Straßenbahn AG (Haltestelle Klinikum Nord).

## Geschichte
Am Ende des 19. Jahrhunderts begann in Bremen-Nord die Industrialisierung. Die Anzahl der Einwohner nahm stark zu, und alleinstehende Arbeiter zogen zu. Die Bremer Woll-Kämmerei begann 1884 mit ihrer Produktion.
1887 eröffnete das Stadtkrankenhaus in Vegesack – das Hartmannstift – den Betrieb. Die Zahl Patienten nahm weiter zu. Der Kreis Blumenthal kaufte deshalb 1904 das Desebrocksche Landgut am Ostrand des Blumenthaler Löh mit Wohnhaus, Nebengebäuden und über 5 Hektar Parkgelände, um hier ein modernes Krankenhaus zu errichten. 1908 wurde das Kreiskrankenhaus Blumenthal mit 68 Betten in den Abteilungen Chirurgie, Innere Medizin, Entbindung, Röntgen eingeweiht.
Das Desebrocksche Wohnhaus wurde 1912 ein Tuberkulose-Genesungsheim. Ein neues Isolierhaus wurde in Betrieb genommen. Die Zahl der Betten stieg auf 140. Um 1910 wirkten der Geheime Sanitätsrat Otto Vogel als Chefarzt der Chirurgischen Abteilung und der Sanitätsrat Richard Müller als Leiter der medizinischen Abteilung.
Im Ersten Weltkrieg wurde das Kreiskrankenhaus zum Reservelazarett.
Das Krankenhaus wurde 1936 von der Berufsgenossenschaft als Unfallkrankenhaus anerkannt. Die Kapazität wuchs auf 200 Betten.
1939 wurde die Gemeinde Blumenthal nach Bremen eingemeindet. Das Kreiskrankenhaus wurde Teil der Städtischen Krankenanstalten Bremens.
Auch im Zweiten Weltkrieg war das Krankenhaus Reservelazarett mit bis zu tausend Verwundeten. Die Zivilbevölkerung wurde im beengten Hartmannstift untergebracht.
1948 begann die Erweiterung (Ostflügel), Renovierung und technische Modernisierung des Krankenhauses. Die neue Kinderklinik öffnete 1951. Die Klinik verfügt über 350 Betten. Die Krankenschwestern kamen von der Bremischen Schwesternschaft vom Roten Kreuz.
1960 startete die Staatliche Krankenpflegschule mit 12 Schülerinnen und erweiterte die Kapazität auf 90 Ausbildungsplätze.
Ein umfassender Ausbau und die Modernisierung des Krankenhauses erfolgte in den 1960er Jahren mit der Klinik für Innere Medizin (1962), der Unfallchirurgie (1965), der Kinderklinik (1968) und des Instituts für Röntgendiagnostik und Strahlentherapie (1968).
Die Gesamtzahl der Betten stieg auf 718 an.
Auch in den 1970er Jahren erfolgten weitere Ausbauten. Das Klinikum für Innere Medizin entstand 1972 durch den Anschluss des Fachkrankenhauses für Innere Krankheiten Hohehorst.
Es entstanden das Institut für Pathologie (1975), das  Kommunikationszentrum (1975) und das Betriebsgebäude mit 68 Betten (1978).
Die Anästhesie-Intensivstation (1984) und die Frauenklinik (1988) entstanden und die Chirurgische Klinik wurde in die Bereiche Allgemein-, Visceral- und Gefäßchirurgie sowie Unfallchirurgie geteilt. Die Klinik wurde 1987 Eigenbetrieb der Stadt Bremen.
Die Klinik für Medizinische Geriatrie und Rehabilitation mit Tagesklinik (1995), das Zentrum für Ambulantes und Kurzstationäres Operieren (1996), die Praxis für Magnet-Resonanz-Tomographie (2000), eine Tagesklinik mit Anästhesiologie (2002), eine Dialysestation (2002), der Ärztliche Notfalldienst (2002) und die Klinik für Psychiatrie (2002/03) wurden eröffnet. Die Klinik wurde das dritte anerkannte Gefäßzentrum in Deutschland.
Das Krankenhaus änderte 2004 seine Rechtsform und den Namen in Klinikum Bremen-Nord gGmbH. 2008 wurde ein Ärztehaus am Klinikum neu errichtet.

## Kliniken und Zentren
Das Klinikum-Nord gliedert sich in folgende einzelne Kliniken und Zentren
- Anästhesie und Intensivmedizin
- Allgemeine, Visceral- und Gefäßchirurgie
- Gefäßzentrum Bremen-Nord
- Gefäßchirurgie
- Unfall- und Wiederherstellungschirurgie
- Frauenklinik
- Medizinische Klinik I
- Medizinische Klinik II
- Kinder- und Jugendmedizin
- Altersmedizin, Geriatrie, Frührehabilitation
- Zentrum für ambulante und kurzstationäre Operationen (AKO)
- Zentrum für Diagnostik
- Zentrum für Pathologie
- Psychiatrisches Behandlungszentrum

## Institute
- Institut für Röntgendiagnostik und Computertomografie
- Das Zentrallabor – Zentrum für Klinische Chemie und Laboratoriumsmedizin

## Leistungsdaten
(Auswahl aus 2011)
- Betten: 462 (2014)
- Vollstationäre Patienten: 18.748 (2014)[3]
- Mitarbeiter: 629 (2014)
- Auslastung: 75,6 %
- Durchschnittliche Verweildauer:
  - Allgemein: 6,4 Tage
  - Psychiatrie: 14,7 Tage